# دیان عاصمویچ
دیان عاصمویچ (انگلیسی: Dejan Aćimović؛ زادهٔ ۲۰ مهٔ ۱۹۶۳)  بازیگر و کارگردان اهل بوسنی و هرزگوین و کرواسی است.
از فیلم‌ها یا برنامه‌های تلویزیونی که وی در آن نقش داشته‌است می‌توان به گرباویتسا، عفونت، و قانون اساسی اشاره کرد.